# London Has Fallen
London Has Fallen är en amerikansk actionfilm från 2016 regisserad av Babak Najafi. Den är en uppföljare till Olympus Has Fallen från 2013. Gerard Butler, Aaron Eckhart, Morgan Freeman, Angela Bassett, Robert Forster, Melissa Leo och Radha Mitchell repriserar sina roller.

## Handling
När Storbritanniens premiärminister James Wilson plötsligt avlider under mystiska omständigheter samlas den fria världens alla ledare för att närvara vid hans begravning. USA:s president Benjamin Asher är naturligtvis en av ledarna som kommer på begravningen och som vanligt har han sin närmaste säkerhetsansvarige och vän Mike Banning vid sin sida. Men vad som verkar vara den mest skyddade tillställningen någonsin förvandlas plötsligt till en kupp för att mörda världens mäktigaste ledare, samtidigt som kaos sprids i London. En efter en mördas ledarna av hänsynslösa pakistanska terrorister som visar sig ledas av Aamir Barkawi, en vapenhandlare som står som nr. 6 på FBI:s 10 mest efterlysta brottslingar och som man trodde var död efter en missilattack. Nu är det upp till Mike Banning, president Asher och MI6-agenten Jax Marshall att ensamma förhindra ett fullskaligt krig på Londons gator.

## Rollista
- Gerard Butler - Mike Banning
- Aaron Eckhart - President Benjamin "Ben" Asher
- Morgan Freeman - Vicepresident Allan Trumbull
- Alon Moni Aboutboul - Aamir Barkawi
- Angela Bassett - Lynne Jacobs
- Robert Forster - General Edward Clegg
- Jackie Earle Haley - DC Mason
- Melissa Leo - Försvarsminister Ruth McMillan
- Radha Mitchell - Leah Banning
- Sean O'Bryan - Ray Monroe
- Waleed Zuaiter - Kamran Barkawi
- Charlotte Riley - Jacqueline "Jax" Marshall
- Colin Salmon - Polischef Kevin Hazard
- Bryan Larkin - SAS-kapten Will Davies
- Patrick Kennedy - MI5-chef John Lancaster
- Adel Bencherif - Raza Mansoor
- Mehdi Dehbi - Sultan Mansoor
- Michael Wildman - Secret Service-agent Voight
- Andrew Pleavin - Secret Service-agent Bronson

## Om filmen
En uppföljare, Angel Has Fallen, hade premiär 2019. Gerard Butler och Morgan Freeman repriserar sina roller i den.